# Проект «Циклоп»
Прое́кт «Цикло́п» (англ. Project Cyclops) — нереализованный проект НАСА (1971 г.), предполагавший создание гигантской сети из 1500 радиотелескопов для поиска сигналов внеземной разумной жизни в радиусе до тысячи световых лет.

## Общие сведения
В начале 70-х годов научно-исследовательский центр НАСА в Маунтин-Вью, в рамках программы SETI, осуществлял разработку технологий, обеспечивающих эффективный поиск сигналов внеземных цивилизаций. Группа учёных, возглавляемая Бернардом Оливером (англ. Bernard M. Oliver) (Стэнфордский университет), занималась значительным проектом, известным под названием «Циклоп». Он предполагал, для приёма инопланетных радиосигналов, создание интегрированной сети из 1000—1500 небольших радиотелескопов, установленных на расстоянии 15 км друг от друга и работающих совместно. То есть, эта сеть была бы подобна одному исполинскому параболическому радиотелескопу с площадью зеркала порядка 20 квадратных километра. Эффективный радиус действия оценивался размером до 1000 световых лет. В таком огромном объёме космического пространства находится свыше миллиона солнцеподобных звёзд, часть которых, возможно, окружена обитаемыми планетами. Чувствительность системы «Циклоп» должна была позволять, например, уловить радиопередачи, проводимые друг для друга обитателями ближайших к нам звёзд Альфы Центавра, при условии такого же уровня развития радиотехники, как на Земле.
Проект «Циклоп» предполагался к реализации в течение 20 лет. Его стоимость тогда оценивалась порядка 10 млрд долларов США.

## Некоторые итоги проекта
Проект «Циклоп» остался не осуществлённым по экономическим причинам. Однако работа над ним способствовала консолидации специалистов, заинтересованных этой проблемой. Отчёт по проекту, в котором был представлен анализ научной и технической базы необходимой для SETI, лёг в основу многих подобных последующих разработок. Ряд выводов отчёта носит важный характер. Например, установлено, что с точки зрения целесообразности поиска, помимо водородной частоты 1,420 ГГц имеется ещё одна маркированная частота — 1,662 ГГц, соответствующая излучению рассеянных в космосе гидроксилов OH. При этом рекомендовалось не замыкаться поиском лишь на этих частотах или в ограниченном ими участке радиоспектра, так называемой водной дыре (англ. water hole), а для надёжности производить его в диапазоне от 1 до 3 ГГц.

## Публикация итогов
По завершении проекта «Циклоп» НАСА выпустило 10000 экземпляров первого издания его отчёта, что было достаточным для ознакомления всех заинтересованных сторон. В 1995 году вышло второе издание. В 2000-х годах НАСА оцифровало текст отчёта, сделав его бесплатным и общедоступным в интернете.